# Ambev
Companhia de Bebidas das Américas (AmBev), är en brasiliansk dryckestillverkare. Ambev skapades 1999 genom sammanslagningen av Companhia Cervejaria Brahma och Companhia Antarctica Paulista.
AmBev är Latinamerikas största dryckestillverkare och världens femte största bryggeri. AmBev har tillverkning på 45 platser i Amerika och verksamhet i 14 länder.
InBev bildades 2004 som en global allians mellan belgiska InterBrew och AmBev. Företaget kontrollerar 14 % av den globala marknaden. De tillverkar dessutom läskedrycker och alkoläsk.